# Relação de Stifel
Em matemática, a relação de Stifel, também conhecida como regra de Pascal, é uma identidade envolvendo coeficientes binomiais:
Para quaisquer naturais {\displaystyle n,k} tais que {\displaystyle 1\leq k\leq n}
{\displaystyle {\binom {n-1}{k-1}}+{\binom {n-1}{k}}={\binom {n}{k}}.}

## Demonstração algébrica
Não há segredos na relação de Stifel. É possível demonstrá-la recorrendo-se apenas a definição dos símbolos {\displaystyle {\binom {n}{k}}}, que denotam os coeficientes binomiais, e efetuando umas poucas manipulações algébricas:
{\displaystyle {\binom {n-1}{k-1}}+{\binom {n-1}{k}}={\frac {(n-1)!}{(n-k)!(k-1)!}}+{\frac {(n-1)!}{(n-k-1)!k!}}}
{\displaystyle ={\frac {(n-1)!k}{(n-k)!(k-1)!k}}+{\frac {(n-k)(n-1)!}{(n-k)(n-k-1)!k!}}={\frac {(k+(n-k))(n-1)!}{(n-k)!k!}}}
{\displaystyle ={\frac {n(n-1)!}{(n-k)!k!}}={\frac {n!}{(n-k)!k!}}={\binom {n}{k}}.}
Contudo, mesmo sendo esta demonstração algébrica elementar, há uma outra demonstração que, do ponto de vista da elegância, é certamente mais atraente:

## Demonstração combinatória

Ilustra a prova combinatória:

Alternativamente a demonstração algébrica oferecida, a relação de Stifel possui uma conhecida demonstração combinatória:
Seja {\displaystyle X} um conjunto finito não-vazio com {\displaystyle n} elementos. O número de subconjuntos de {\displaystyle X} que possuem {\displaystyle 1\leq k\leq n} elementos é justamente {\displaystyle {\binom {n}{k}}}, isto é,
{\displaystyle \#\{Y:(Y\subseteq X)\land (\#Y=k)\}={\binom {n}{k}}.}
Por outro lado, destacando um elemento {\displaystyle x^{\ast }\in X}, podemos determinar o cardinal {\displaystyle \#\{Y:(Y\subseteq X)\land (\#Y=k)\}} de uma maneira alternativa, procedendo como segue:
- Contamos o número de subconjuntos de {\displaystyle X} com {\displaystyle k} elementos que possuem {\displaystyle x^{\ast }}, isto é, determinamos

{\displaystyle \#\{Y\cup \{x^{\ast }\}:(Y\subseteq X\setminus \{x^{\ast }\})\land (\#Y=k-1)\}=:m_{1};}
- Contamos o número de subconjuntos de {\displaystyle X} com {\displaystyle k} elementos que não possuem {\displaystyle x^{\ast }}, isto é, determinamos

{\displaystyle \#\{Y:(Y\subseteq X\setminus \{x^{\ast }\})\land (\#Y=k)\}=:m_{2};}
- Somamos os dois números. Seguirá então, pelo argumento de dupla contagem, que

{\displaystyle m_{1}+m_{2}=\#\{Y:(Y\subseteq X)\land (\#Y=k)\}={\binom {n}{k}}.}
Agora, como {\displaystyle \#(X\setminus \{x^{\ast }\})=\#X-\#\{x^{\ast }\}=n-1}, segue que
{\displaystyle m_{1}={\binom {n-1}{k-1}}}
e
{\displaystyle m_{2}={\binom {n-1}{k}},}
donde ganha-se a relação.

## Generalização para coeficientes multinomiais
A relação de Stiefel, que é uma afirmação sobre coeficientes binomiais, pode ser estendida para coeficientes multinomiais:
Para quaisquer naturais {\displaystyle n,m,k_{1},k_{2},\ldots ,k_{m}} tais que {\displaystyle m\geq 2}, {\displaystyle 1\leq k_{i}\leq n} para cada {\displaystyle i\in \{1,2,\ldots ,m\}} e {\displaystyle k_{1}+k_{2}+\cdots +k_{m}=n}
{\displaystyle {\binom {n-1}{k_{1}-1,k_{2},\ldots ,k_{m}}}+{\binom {n-1}{k_{1},k_{2}-1,\ldots ,k_{m}}}+\cdots +{\binom {n-1}{k_{1},k_{2},\ldots ,k_{m}-1}}={\binom {n}{k_{1},k_{2},\ldots ,k_{m}}}.}
No caso em que {\displaystyle m=2}, fazendo a identificação {\displaystyle k_{1}:=k} temos que {\displaystyle k_{1}+k_{2}=n} implica {\displaystyle k_{2}=n-k}. Assim, usando as identificações
{\displaystyle {\binom {n-1}{k_{1}-1,k_{2}}}={\binom {n-1}{k-1,n-k}}:={\binom {n-1}{k-1}}}
e
{\displaystyle {\binom {n-1}{k_{1},k_{2}-1}}={\binom {n-1}{k,n-k-1}}:={\binom {n-1}{k}},}
recupera-se imediatamente a relação de Stifel para coeficientes binomiais.
Demonstração: Sejam {\displaystyle m\geq 2} um natural e {\displaystyle n,k_{1},k_{2},\ldots ,k_{m}} naturais tais que {\displaystyle 1\leq k_{i}\leq n}, para cada índice {\displaystyle 1\leq i\leq m}, e {\displaystyle k_{1}+k_{2}+\cdots +k_{m}=n}. Então
{\displaystyle {\binom {n-1}{k_{1}-1,k_{2},\ldots ,k_{m}}}+{\binom {n-1}{k_{1},k_{2}-1,\ldots ,k_{m}}}+\cdots +{\binom {n-1}{k_{1},k_{2},\ldots ,k_{m}-1}}}
{\displaystyle ={\frac {(n-1)!}{(k_{1}-1)!k_{2}!\cdots k_{m}!}}+{\frac {(n-1)!}{k_{1}!(k_{2}-1)!\cdots k_{m}!}}+\cdots +{\frac {(n-1)!}{k_{1}!k_{2}!\cdots (k_{m}-1)!}}}
{\displaystyle ={\frac {k_{1}(n-1)!}{k_{1}!k_{2}!\cdots k_{m}!}}+{\frac {k_{2}(n-1)!}{k_{1}!k_{2}!\cdots k_{m}!}}+\cdots +{\frac {k_{m}(n-1)!}{k_{1}!k_{2}!\cdots k_{m}!}}={\frac {(k_{1}+k_{2}+\cdots +k_{m})(n-1)!}{k_{1}!k_{2}!\cdots k_{m}!}}}
{\displaystyle ={\frac {n(n-1)!}{k_{1}!k_{2}!\cdots k_{m}!}}={\frac {n!}{k_{1}!k_{2}!\cdots k_{m}!}}={\binom {n}{k_{1},k_{2},\ldots ,k_{m}}}.}